# Nicalis
Nicalis è un'azienda statunitense che sviluppa e pubblica videogiochi. Ha sede a Santa Ana, California. La ditta si concentra principalmente su giochi indie e ha sviluppato e pubblicato sia videogiochi originali che porting di giochi esistenti. Nicalis è stata fondata nel 2007 da Tyrone Rodriguez, un ex redattore di IGN.

## Giochi
A partire dalla sua fondazione, la compagnia ha sviluppato e pubblicato numerosi titoli, iniziando con Dance Dance Revolution: Mobius nel 2008 e Cave Story nel 2010. Nell'ottobre 2011 Nicalis annunciò che avrebbe pubblicato un porting di VVVVVV per Nintendo 3DS, su Nintendo eShop. Nel Dicembre 2011 Nicalis offrì sia NightSky che Cave Story+ in vendita nell'Humble Indie Bundle 4. Nell'aprile 2012 Nicalis annunciò che i suoi piani di pubblicare il WiiWare porting di La-Mulana negli Stati Uniti e nell'Unione Europea erano stati cancellati, citando un forte calo degli utenti di WiiWare. Nel gennaio 2017 fu annunciato silenziosamente che Nicalis avrebbe rilasciato molti dei loro giochi su Nintendo Switch.

### Giochi sviluppati e pubblicati
| Anno di rilascio | Titolo                            | Piattaforma/e                                                                                              | Co-sviluppatore/i | Note |
| ---------------- | --------------------------------- | --- | ----------------- | --- |
| 2011             | VVVVVV                            | Nintendo 3DS                                                                                               | Terry Cavanagh    | Port |
| 2015             | VVVVVV                            | PlayStation 4, PS Vita                                                                                     | Terry Cavanagh    | Port |
| 2017             | VVVVVV                            | Nintendo Switch                                                                                            | Terry Cavanagh    | Port |
| 2010             | Cave Story                        | Nintendo 3DS, DSiWare, WiiWare                                                                             | Studio Pixel      | Port |
| 2011             | NightSky                          | Microsoft Windows, Mac OS X, Linux, Nintendo 3DS, iOS                                                      | Nifflas           | |
| 2011             | Cave Story 3D                     | Nintendo 3DS                                                                                               | Studio Pixel      | Remake 3D |
| 2011             | Cave Story+                       | Microsoft Windows, Mac OS X, Linux                                                                         | Studio Pixel      | Porting migliorato |
| 2017             | Cave Story+                       | Nintendo Switch                                                                                            | Studio Pixel      | |
| 2014             | 1001 Spikes                       | Microsoft Windows, Mac OS X, Linux, PlayStation 4, PS Vita, Nintendo 3DS, Wii U, Xbox One                  | 8-bit Fanatics    | |
| 2014             | Grinsia                           | Nintendo 3DS, Microsoft Windows, Mac OS X                                                                  |                   | |
| 2014             | The Binding of Isaac: Rebirth     | Microsoft Windows, Mac OS X, Linux, PlayStation 4, PS Vita, Xbox One, Nintendo 3DS, Wii U, Nintendo Switch |                   | - Ideato da Edmund McMillen - Remake di The Binding of Isaac |
| 2015             | Castle in the Darkness            | Microsoft Windows, Mac OS X                                                                                | Matt Kap          | |
| 2017             | Knight Terrors                    | Microsoft Windows, Mac OS X, Nintendo Switch                                                               | FreakZone Games   | |
| 2017             | Tiny Barbarian DX                 | Microsoft Windows, Mac OS X, Linux, Nintendo Switch                                                        | StarQuail Games   | |
| 2017             | The Binding of Isaac: Afterbirth+ | Microsoft Windows, Mac OS X, Linux, PlayStation 4, Nintendo Switch                                         |                   | - Porting migliorato di The Binding of Isaac: Rebirth - Rilascio fisico per Nintendo Switch - Include l'espansione The Binding of Isaac: Afterbirth e Afterbirth+ |
| 2018             | Save me Mr Tako!                  | Nintendo Switch                                                                                            | Christophe Galati | |
| 2019             | Crystal Crisis                    | Nintendo Switch, PlayStation 4, Microsoft Windows                                                          |                   | |
| TBA              | '90s Super GP                     | PlayStation 4, Nintendo Switch, Microsoft Windows                                                          | Pelikan13         | |

### Giochi pubblicati
| Anno di rilascio | Titolo                        | Piattaforma/e                                               | Sviluppatore/i                | Co-sviluppatore/i | Note                                                                        |
| ---------------- | ----------------------------- | ----------------------------------------------------------- | ----------------------------- | ----------------- | --------------------------------------------------------------------------- |
| 2006             | Toribash                      | Microsoft Windows, Mac OS X, Linux, WiiWare                 | Nabi Studios                  |                   |                                                                             |
| 2013             | Ikachan                       | Nintendo 3DS                                                | Studio Pixel                  | Studio Pixel      | Port                                                                        |
| 2016             | Creepy Castle                 | Microsoft Windows                                           | Dopterra                      |                   |                                                                             |
| 2017             | Wonder Boy: The Dragon's Trap | PlayStation 4, Nintendo Switch                              | Lizardcube                    | DotEmu            | - Remake di Wonder Boy III: The Dragon's Trap - Port - Rilascio fisico      |
| 2017             | Ittle Dew 2+                  | Nintendo Switch                                             | Ludosity                      |                   | - Sequel di Ittle Dew - Porting migliorato di Ittle Dew 2 - Rilascio fisico |
| 2017             | The End Is Nigh               | Nintendo Switch, PlayStation 4                              | Edmund McMillen, Tyler Glaiel |                   | Ports                                                                       |
| 2018             | Runner3                       | Nintendo Switch                                             | Choice Provisions             | Choice Provisions | Rilascio fisico                                                             |
| 2018             | Ikaruga                       | Nintendo Switch                                             | Treasure                      |                   | - Port - Rilascio fisico                                                    |
| 2018             | Code of Princess EX           | Nintendo Switch                                             | Studio Saizensen              |                   | - Porting migliorato - Rilascio fisico                                      |
| 2018             | Blade Strangers               | PlayStation 4, Nintendo Switch, Microsoft Windows           | Studio Saizensen              |                   |                                                                             |
| 2018             | RemiLore                      | Microsoft Windows, Nintendo Switch, PlayStation 4, Xbox One | Pixellore Inc., REMIMORY      |                   |                                                                             |
| 2018             | Redout                        | Nintendo Switch                                             | 34BigThings                   | 34BigThings       | Port                                                                        |

## Premi
Cave Story fu nominato sia Game of the Year nei Nintendo Power Awards del 2010 che nei WiiWare Game of the Year. La versione di Cave Story per il 3DS fu nominata come miglior gioco d'avventura ai Nintendo Power Awards del 2011. Nell'Independent Games Festival del 2011, Cave Story fu un finalista nella categoria "Eccellenza nelle arti visuali" e sia Cave Story che NightSky ricevettero l'onorabile menzione nella categoria "Eccellenza d'audio".

## Controversie riguardanti la gestione
Nel settembre 2019 l'editore Jason Schreier della rivista Kotaku pubblicò un lungo articolo composto da interviste anonime ai dipendenti di Nicalis e, a sviluppatori esterni che fecero uso dell'azienda. L'argomento di questa indagine era la gestione della ditta; in particolar modo del suo amministratore delegato Tyrone Rodriguez. L'investigazione fu spronata dai brevi conflitti tra Nicalis e i suoi sviluppatori tramite social media negli anni precedenti. Il report sostenne che Rodriguez stesse controllando e sfruttando i suoi dipendenti e che egli incoraggiasse un'atmosfera razzista all'interno dell'azienda. I dipendenti esterni a Nicalis affermarono inoltre di sentirsi ignorati dall'azienda; dopo aver firmato degli accordi per ricevere aiuto nella pubblicazione dei loro giochi, essi non riuscivano più a mettersi in contatto con Nicalis, causandogli una perdita di tempo e di potenziali vendite, obbligandoli a rivolgersi a un altro editore. In risposta a queste critiche, Nicalis emise un comunicato affermando "Noi non tolleriamo ambienti di lavoro abusivo o discriminatori e abbiamo impiegati di tutti i ceti sociali".
A seguito di tali accuse, Edmund McMillen, che aveva sviluppato numerosi videogiochi tramite Nicalis, affermò che non si sarebbe più servito dell'azienda per pubblicare i suoi titoli futuri, distanziandosi così dalla compagnia.